# Enicurus
Enicurus is een geslacht van zangvogels uit de familie Muscicapidae. 

## Kenmerken
Het zijn allemaal zwart-wit gekleurde, slanke vogels die voorkomen langs kleine stromende wateren in het regenwoud. Qua formaat en gedrag lijken ze op de witte kwikstaart, ze behoren echter niet tot de familie van de kwikstaarten en piepers maar tot de vliegenvangers. Opvallend is dat ze allemaal een lange, diep gevorkte staart hebben en daarom in het Nederlands allemaal vorkstaart heten. 

## Soorten
Het geslacht kent de volgende soorten:
- Enicurus borneensis – Borneovorkstaart
- Enicurus immaculatus – Zwartrugvorkstaart
- Enicurus leschenaulti – Witkruinvorkstaart
- Enicurus maculatus – Gevlekte vorkstaart
- Enicurus ruficapillus – Roodkapvorkstaart
- Enicurus schistaceus – Grijsrugvorkstaart
- Enicurus scouleri – Kleine vorkstaart
- Enicurus velatus – Dwergvorkstaart